# Estádio do Mar
Het Estádio do Mar is een multifunctioneel stadion in Matosinhos, een stad in Portugal. 

## Informatie
Het stadion wordt vooral gebruikt voor voetbalwedstrijden, de voetbalclub Leixões SC maakt gebruik van dit stadion. In het stadion is plaats voor 9.730 toeschouwers. Het stadion werd geopend in op 1 januari 1964 met een wedstrijd tussen Leixões SC en Benfica. De wedstrijd eindigde in 0–4.